# Центральное кладбище (Брно)
Центральное кладбище (чеш. Ústřední hřbitov) — кладбище в чешском городе Брно, открытое в 1883 году. Оно расположено на улице Йиглавска в округе Штиржице района Брно-стршед. Охраняется как памятник культуры с 1958 года.

## История
Проект кладбища был разработан Алоизом Прасторфером (нем. Alois Prastorfer) в 1881 году. В следующем, 1882 году, муниципалитет города приобрёл участки для кладбища у муниципалитета Горни-Гершпице, современного района Брно Горни-Гершпице. Кладбище было заложено в 1883 году, и открыто 3 ноября того же года похоронами десятилетнего мальчика Йиржи Шимека (чеш. Jiří Šimek).
Позже кладбище было расширено за счёт приобретения других прилежащих участков, например, находившихся в собственности у муниципалитета городка Богунице (нынешний район Брно-Богунице. В период с 1924 по 1926 годы на кладбище появился церемониальный зал по проекту Богуслава Фукса, изначально называвшийся «Погребальная капелла» (чеш. «Výkropní kaple»). С 1926 по 1929 год на кладбище был построен крематорий по проекту Эрнста Визнера.

## Описание
В настоящее время кладбище занимает площадь 43 га (с парком и пустующими площадями — 56 га), что делает его вторым по величине некрополем в Чехии. Сейчас на кладбище около 80 000 могил, а всего было захоронено на 2014 год около 400 000 человек, из которых около 130 000 было похоронено в могилах, а около 270 000 — кремировано. На кладбище был развеян прах около 45 000 кремированных, а прах ещё примерно 4 000 кремированных был  захоронен на полях памяти.
На северо-западной окраине кладбища находится здание крематория, с другой стороны, на юго-востоке, в центральной части, находится «Почётное захоронение», мемориал воинам, павшим при освобождении Брно в конце  Второй мировой войны.
Уход за кладбищем обеспечивает благотворительная организация администрации кладбища города Брно.

### Почётное захоронение
В 1945—1946 годах в южной части кладбища появился воинский мемориал. Здесь покоится прах жертв концлагерей, военнослужащих союзных румынских войск, участников движения сопротивления Второй мировой войны и советских солдат и офицеров. Посреди кладбища возведена колонна со статуей неизвестного солдата. Мемориал был реконструирован в 1979—1980 годах по проекту архитектора Зденека Денка. В 1989 году почетное захоронение было объявлено национальным памятником культуры.